# Richarlison
Richarlison de Andrade, sokszor csak Richarlison (Nova Venécia, 1997. május 10. –) brazil válogatott labdarúgó, a Tottenham Hotspur játékosa.

## Pályafutása

### Klubcsapatban
2013 és 2014 között a brazil Real Noroeste korosztályos csapataiban nevelkedett, majd innen került az América Mineiro akadémiájára. 2015-ben Givanildo Oliveira felhívta az első csapatba. Július 14-én a Mogi Mirim ellen Cristiano cseréjeként mutatkozott be, a 3–1-re megnyert mérkőzésen az utolsó gólt szerezte meg. Tizenhét nappal később 2018-ig meghosszabbította szerződését a klubbal.
December 29-én öt éves szerződést kötött a szintén brazil Fluminense együttesével. 2016-ban a körzeti Primeira Liga bajnoki címét szerezték meg a klubbal. 2017 augusztusában öt évre írt alá és 11.2 millió £-ot fizettet az angol Watford. A 2017–2018-as szezonban 41 tétmérkőzésen 5 gólt szerzett, a bajnokságban minden mérkőzésen pályára lépett.
2018 júliusában az Everton szerződtette 40 millió £-ért, bizonyos feltételek teljesülése esetén 50 millióra is emelkedhet ez az összeg. A szezon első bajnoki mérkőzésén a Wolverhampton Wanderers ellen debütált a 2–2-re végződő mérkőzésen, klubja mindkét gólját ő szerezte. Gylfi Sigurðssonnal 14 góllal holtversenyben házigólkirály lett minden sorozatot nézve.
2022. július 1-jén a Tottenham Hotspur bejelentette, hogy 2027 nyaráig szerződtette.

### A válogatottban
Részt vett a 2017-es dél-amerikai U20-as labdarúgó-bajnokságon a brazil U20-as válogatottal. 2018. szeptember 8-án mutatkozott be a felnőtt válogatottban az Amerikai Egyesült Államok ellen. Négy nappal később duplázott Salvador ellen, ezen a mérkőzésen lépett második alkalommal pályára a felnőttek között. Bekerült a 2019-es Copa Américán résztvevő győztes keretbe. Július 7-én szerezte meg a tornán az egyetlen gólját a döntőben Peru ellen a 90. percben tizenegyesből, ezzel kialakította  a 3–1-es végeredményt.

## Sikerei, díjai

### Klub
- Tottenham Hotspur
  - Európa-liga: 2024–25

### Válogatott
- Brazília
  - Copa América: 2019

- Brazília U23
  - Olimpiai játékok: 2020

## Külső hivatkozások
- Richarlison adatlapja a Transfermarkt oldalán (angolul)
- Richarlison adatlapja a Soccerway oldalon (angolul)